# بار فعال
بار فعال (انگلیسی: Active load) عنصری در مدار الکتریکی است که مانند یک مقاومت غیرخطی با جریان ثابت عمل می‌کند.

## طراحی

یک ترانزیستور با پیوند بیس مشترک. منبع جریان Ic یک بار فعال را نمایش می‌دهد.